# Montana (Valais)
Pour les articles homonymes, voir Montana (homonymie).
Montana est une ancienne commune du canton du Valais, située dans le district de Sierre. 
Elle fusionne le 1er janvier 2017 avec Mollens, Chermignon et Randogne pour former Crans-Montana.
Elle est l'une des six anciennes communes qui formaient la station de ski de Crans-Montana.

## Géographie

Vue aérienne (1949).

Montana est située au milieu des vallées de la Liène et de la Raspille, à une altitude comprise entre 580 et 1 770 mètres. Sa superficie est de 486 ha. Des vignobles se trouvent sur la partie en bas de la commune. Quand l'altitude s'élève, les forêts de pins et de feuillus caractérisent la végétation, ainsi que des cultures de céréales. Tout en haut se trouve une forêt d'épicéas et des pâturages. La commune comprend aussi différents étangs et torrents sur son territoire. Le climat est doux et reçoit peu de précipitations.

## Population

### Gentilé et surnom
Les habitants de la localité se nomment les Montanais[source insuffisante] (lé Mountanyar en patois valaisan).
Ils sont surnommés lé Peca-Pelâ, soit ceux qui mangent de l'orge perlé.

### Démographie
L'ancienne commune comptait 151 habitants en 1687, 240 en 1798, 303 en 1850, 547 en 1910, 1 715 en 1950 et 2 305 en 2000.

## Histoire

### DuXIIIeauXVIIIesiècle
Au milieu du XIIIe siècle, Montana relève de la châtellenie de Granges. Avec les villages voisins s'organisent la gestion des alpages, la répartition des eaux et la construction des bisses. Les villages étaient autonomes et faisaient partie de la « grande communauté de la Noble Contrée ». C'est ainsi que Montana appartenait en 1400 à la Grande Communauté de Lens dite « Louable Communauté du Grand Lens ». À la fin du XVe siècle, la commune est sous l'autorité de la confrérie du Saint-Esprit. En 1531, les statuts locaux régissent l'organisation du village et la gestion des biens communaux. En 1666, Montana est réunie avec la paroisse de Diogne, très touchée par la peste.
En avril 1798, le Valais fait partie de la République helvétique.

### Montana auXIXesiècle
En 1810, le Valais est rattaché à l'Empire français (département du Simplon) et Montana fait alors partie de la commune de Lens. En 1815, le Valais est rattaché à la Confédération. Il faudra attendre 1863 pour que les Montanais réussissent à obtenir de l'évêque Pierre-Joseph de Preux que Montana soit une paroisse séparée de Lens.

### Évolution vers une station de cure puis une station de sports d'hiver
Au XXe siècle, économie agro-pastorale est remplacée par une économie artisanale et de services avec l'émergence de la station de Montana-Vermala en station de cure (notamment pour la tuberculose) puis en station de sports d'hiver qui est également renommée pour le golf l'été en raison de ses magnifiques panoramas. Le Championnat du Monde de ski en 1987 et ses retombées économiques entraînent la création de Crans-Montana Tourisme en novembre 1997.

### Association des Communes de Crans-Montana
En mars 2007, les citoyens des communes d'Icogne, Lens, Chermignon, Montana, Randogne et Mollens sont appelés aux urnes pour décider de la création de l’Association des Communes de Crans-Montana, pour lesquels ils votent oui à plus de 74 %. Crans-Montana crée un organe de gouvernance pour la gestion de la commune. Des personnalités comme Sir Roger Moore y vivait une partie de l'année.

## Édifices religieux
La chapelle de Diogne est reconstruite en 1669 sous le patronage de saint Michel, rénovée en 1980 et 2000 ; celle des Montanais, consacrée à Saint-Grat, évêque d'Aoste au Ve siècle, en 1704. Une autre chapelle, dédiée à Saint Michel, est élevée en 1764 au hameau de Corin, à la suite d'un legs de l'abbé Georges Rey. Cette dernière a été restaurée en 2012.

## Héraldique
| Blason | Blasonnement : « De gueules à deux crosses d'or croisées en sautoir, un sapin de sinople fûté au naturel, brochant et mouvant d'un mont à trois coupeaux de sinople. » |

Les armoiries communales valaisannes sont soumises à l'approbation du Conseil d'État.

### Fonds d'archives
- Fonds : Montana, Commune (1476-2003) [9,50 mètres].  Cote : CH AEV, AC Montana. Sion : Archives de l'État du Valais (présentation en ligne).